# Ejército Popular Boricua
L'Ejército Popular Boricua, també coneguts com els Macheteros i Los Ticos, va ser una organització armada de Puerto Rico d'ideologia marxista-leninista. Va ser fundada el 1978, quan es van fusionar quatre grups armats: Los Macheteros, l'Ejército Popular Boricua, el Movimiento Popular Revolucionario i el Partido Revolucionario de Trabajadores Puertoriqueños. El seu líder, Filiberto Ojeda Ríos, havia fundat d'altres grups armats, com ara el Movimiento Independentista Revolucionario Armado-Puerto Rico.
Els objectius principals de l'acció del EPB van ser els edificis del govern federal dels Estats Units, ja que aquest grup es considerava continuador de la lluita anticolonialista i independentista al seu país.
Van realitzar tota una sèrie d'accions molt audaces, incloent-hi segrets, assassinats massius de militars estatunidencs mitjançant la col·locació de bombes, i fins i tot un atac dintre d'una base estatunidenca que acabà amb onze avions de guerra destruïts. Finalment l'FBI va posar la seva atenció en aquesta organització després d'una acció comesa a territori estatunidenc (l'assalt a un camió de cabdals en Connecticut, en el qual van endur-se un botí de set milions de dòlars), i molts dels seus militants van acabar detinguts, resultant-ne molt minvada la capacitat operativa. En l'actualitat, l'EPB realitza accions esporàdiques.